# SIMÁN
SIMÁN is een warenhuisketen uit El Salvador met vestigingen in Midden-Amerika.

## Geschiedenis
SIMÁN werd op 8 december 1921 opgericht door Don J.J. Simán, van Palestijnse afkomst, toen hij besloot een kleine winkel te openen in het winkelgebied van het centrum van San Salvador. De eerste naam van het bedrijf was "JOSE J. SIMÁN", maar toen de kinderen in de zaak kwamen, werd de naam gewijzigd in "JOSE J. SIMÁN e HIJOS". Later werd het bedrijf omgezet in een besloten vennootschap onder de naam: "ALMACENES SIMÁN SA". In de jaren 1960 verhuisde de winkel naar een groter pand in het centrum van de Salvadoraanse hoofdstad, en werd later een besloten vennootschap met variabel kapitaal, waarmee de naam wijzigde in "ALMACENES SIMÁN SA de CV" (ALSISA).
In 1967 begon de bouw van het eerste warenhuis en in 1970 werd het eerste warenhuis in El Salvador geopend. Het was het grootste warenhuis in Centraal-Amerika. De winkel verplaatste haar activiteiten in september 2010 naar de nieuwe vestiging in het winkelcentrum Plaza Mundo en is momenteel gevestigd in het Lifestyle Center La Gran Via.
In 1974 werd er een grote parkeerplaats gebouwd bij de winkel in het stadscentrum, die inmiddels gesloten is, en werd de oorspronkelijke winkel in het centrum van de hoofdstad uitgebreid. In 1983 besloot Almacenes SIMÁN haar activiteiten uit te breiden door een gedeelte te verwerven in het grootste winkelcentrum van El Salvador, dat toen Metrocentro heette. In 1986 werd de centrale vestiging van San Salvador getroffen door een aardbeving. Daarom werd besloten om een kleine vestiging te openen in La Casona, in Colonia Escalon in San Salvador.
In 1990 werd de derde vestiging van de afdeling geopend in de op één na grootste stad van El Salvador, Santa Ana, met een totale verkoopoppervlakte van meer dan 1.500 m², welke in 1998 werd verplaatst naar het winkelcentrum Metrocentro Santa Ana. In 1993 breidde Almacenes SIMÁN zich uit naar het buurland Guatemala met een vestiging in het winkelcentrum Los Próceres in Zona 10 van Guatemala-Stad. In 1994 opent Almacenes SIMÁN een vierde vestiging in San Miguel, de derde grootste stad van El Salvador. Op 7 december 1994 werd het filiaal Galerias officieel geopend, gelegen in het winkelcentrum Centro Comercial Galerias, waar ook La Casona is gevestigd. 
In 2002 verwierf Almacenes SIMÁN het winkelcentrum Galerias Santo Domingo in de hoofdstad van Nicaragua en begon zijn activiteiten in een derde Midden-Amerikaans land. In 2003 opende SIMÁN haar tweede winkel in Guatemala, in het trendy winkelcentrum Miraflores. In 2004 opende SIMÁN een nieuwe winkel in het Lifestyle Center La Gran Via in Antiguo Cuscatlan in El Salvador. Op 6 november 2008 werd de derde winkel geopend in Guatemala-Stad, gelegen in Zona 10 in het Oakland Mall. In dezelfde maand werd een filiaal geopend in het winkelcentrum Metrocentro Managua in Nicaragua. Later breidde het zich in 2009 uit door vestigingen te openen in Costa Rica in het nieuwste winkelcentrum van Grupo Roble, Multiplaza in de stad Escazu in de hoofdstad San Jose.
In 2010 openden ze een nieuwe vestiging in Soyapango, gelegen in fase IV van het winkelcentrum Plaza Mundo, ter vervanging van de vestiging in het centrum van de hoofdstad. In 2015 werd de vierde winkel geopend in Guatemala-Stad, gelegen aan de Carretera a El Salvador in het winkelcentrum Pradera Concepcion.

## Alliantie met Inditex
ALSISA is sinds 2002 verantwoordelijk voor de exploitatie van de franchisewinkels van de Spaanse groep Inditex in Centraal-Amerika. Het betreft de kledingwinkels Zara, Pull and Bear, Bershka, Massimo Dutti en Stradivarius.